# 1694 a tudományban
Az 1694. év a tudományban és a technikában.

## Születések
- június 26. – Georg Brandt svéd kémikus és mineralógus, a kobalt felfedezője († 1768)

## Halálozások
- november 25. – Ismaël Boulliau francia matematikus és csillagász (* 1605)
- november 29. – Marcello Malpighi itáliai fiziológus, a mikroszkopikus anatómia vagy hisztológia „atyja” (* 1628)